# Tatsuya Masushima
Tatsuya Masushima (Chiba, 22 april 1985) is een Japans voetballer.

## Carrière
Tatsuya Masushima speelde tussen 2004 en 2010 voor FC Tokyo, Ventforet Kofu en Kyoto Sanga FC. Hij tekende in 2011 bij Kashiwa Reysol.